# Carl Krautwig
Carl Krautwig, auch Karl Krautwig (* 5. November 1904 in Köln; † 18. Dezember 1981 ebenda) war ein deutscher Beamter und Jurist, der nicht nur Staatssekretär im Bundesministerium für gesamtdeutsche Fragen, sondern auch im Bundeskanzleramt war.

## Leben
Der Sohn des Professors für Medizin und ersten ärztlichen Beigeordneten Kölns, Peter Krautwig (1870–1926), studierte nach dem Abitur am Dreikönigsgymnasium Rechtswissenschaft an der Albert-Ludwigs-Universität Freiburg, Universität zu Köln sowie Rheinischen Friedrich-Wilhelms-Universität Bonn. In Freiburg wurde Krautwig Mitglied in der Studentenverbindung KDStV Ripuaria Freiburg im Breisgau. Nach seiner Promotion zum Doktor der Rechte an der Universität zu Köln mit einer Dissertation zum Thema Die Haftung für zufällige Schäden beim Auftrag und bei der Geschäftsführung ohne Auftrag im Bürgerlichen Gesetzbuch nebst einer rechtsvergleichenden Übersicht (1928) sowie dem Bestehen der beiden Juristischen Staatsexamen nahm er 1931 eine Tätigkeit als Rechtsanwalt in Köln auf.
Mit Beginn des Zweiten Weltkriegs begann er 1939 seinen Militärdienst in der Wehrmacht, ehe er zwischen 1942 und 1945 Heeresrichter war.
Nach dem Ende des Zweiten Weltkrieges trat er in die Kommunalverwaltung Kölns und war dort Oberverwaltungsdirektor. Im Anschluss wechselte er 1948 als Leiter der Direktorialkanzlei in den Verwaltungsrat des Vereinigten Wirtschaftsgebiets.
Nach der Gründung der Bundesrepublik Deutschland erfolgte 1949 seine Ernennung zum Leiter der Abteilung Z (Verwaltung) im Bundesministerium für Wirtschaft, ehe er anschließend von 1953 bis 1963 zehn Jahre Leiter der dortigen Abteilung IV (Gewerbliche Wirtschaft) war. Carl Krautwig gehörte damit zu den engeren Beratern des damaligen Bundeswirtschaftsministers Ludwig Erhard zur Zeit des Wirtschaftswunders.

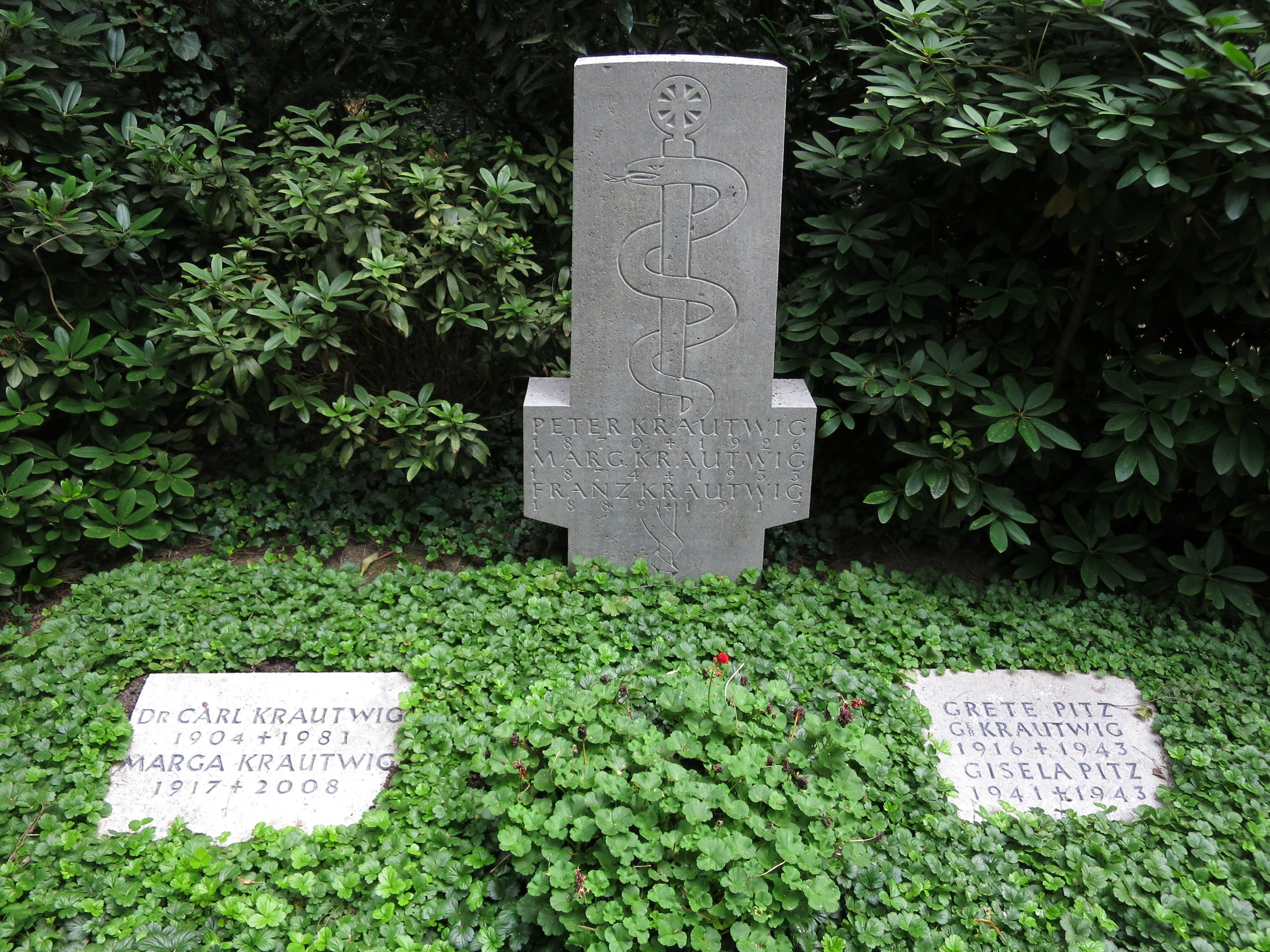
Grabstätte der Familie Krautwig

1963 schied Krautwig aus dem Dienst des Bundeswirtschaftsministeriums, wurde aber kurz darauf am 1. Februar 1964 zum Staatssekretär im Bundesministerium für gesamtdeutsche Fragen ernannt und behielt diese Funktion bis 1968. Während dieser Zeit wurde er im Dezember 1965 zusätzlich Staatssekretär im Bundeskanzleramt. Als solcher war er bis 1969 Bevollmächtigter der Bundesrepublik Deutschland in Berlin und trat danach in den Ruhestand.
Krautwig verstarb 1981 im Alter von 77 Jahren und wurde im Familiengrab auf dem Kölner Melaten-Friedhof (Flur 6 (Q)) beigesetzt.

## Ehrungen
- 1967: Großes Verdienstkreuz mit Stern und Schulterband der Bundesrepublik Deutschland